# 十字架のヨハネ
十字架のヨハネ（じゅうじかのヨハネ、Juan de la Cruz, 1542年 - 1591年12月14日）は16世紀のスペインのカトリック司祭、神秘思想家。
アビラのテレサと共にカルメル会の改革に取り組み、『暗夜』などすぐれたキリスト教神秘主義の著作や書簡を残した。カトリック教会・聖公会で聖人であり、教会博士の一人。記念日は12月14日。この記念日はアメリカ福音ルター派教会でも祝われている。

## 生涯
十字架のヨハネは1542年、スペインのフォンティベーロスで生まれた。本名はフアン・デ・イエペス。父ゴンサーロ・デ・イエペスは裕福な織物商の息子であったが、貧しい機織少女であったカタリーナ・アルバレスと恋に落ち、彼女と駆け落ち同然の結婚をしたため、一族から勘当された。貧しいながらも愛のある暮らしを始めた二人の間には三人の息子ルイス、フランシスコ、ヨハネが生まれた。しかし、慣れない貧乏生活の苦労で病気を得た父ゴンサーロはヨハネの生後まもなく世を去り、さらに貧困ゆえ息子ルイスも病死した。苦悩した母は末息子ヨハネの健康を心配し、9歳の時にメディナ・デル・カンポの孤児院に預ける。
ヨハネは孤児院で大工をはじめとするさまざまな職業教育を受けたが、いずれも習得するに至らなかった。また仕事だけでなく、孤児院を維持するために物乞いのようなこともせねばならず大変な苦労をした。
ヨハネは17歳にようやく病院の看護師の仕事を得たが、同時に街角で病院の維持のための献金を集めなければならなかった。やがて転機が訪れ、イエズス会の学校に学ぶ機会を得て、司祭になる道が開けた。彼はそこで生活の安定した病院つきの司祭になることを勧められたが、あえてカルメル会の修道院に入ることを望んだ。1567年、司祭に叙階される。
25歳の時、ヨハネはアビラのテレサと運命的な出会いをした。彼女は停滞していた女子カルメル会の改革に成功し、修道会に新たな息吹を吹き込んでいたが、ヨハネの徳の高さを認め、同志となって男子カルメル会の改革を行おうと呼びかけたのである。こうして上長の許しのもと聖マチアスのヨハネは十字架のヨハネと名を改め、ドゥルエロの地に新しい修道院を作り、これが跣足カルメル会の発祥の地となった。ヨハネはそこで意欲的に修道会の霊的刷新に乗り出すことになったが、彼の行動はまわりの修道士たちに危険視され、理解されなかった。
ピアチェンツァで行われた修道会総会でヨハネの行動は厳しく弾劾された。1577年には同じ修道会士によってトレドの修道院に幽閉されたが、1578年8月16日に修道院から脱出した。暗い小部屋での九ヶ月の幽閉生活の中で、ヨハネは霊的なインスピレーションを受けた。そこで得た経験をもとに『暗夜』を著した。以後、神秘家として活発な著述を行うようになり、1581年には教皇グレゴリウス13世の許可を得てようやく改革カルメル会（跣足カルメル会）が認められるようになった。しかし同会においても1591年のマドリードでの会議で批判され、ヨハネはペニュエラへの隠棲を余儀なくされた。彼はまもなく病のためウベダの修道院に送られ、1591年12月14日に49歳でこの世を去った。
彼の著作が初めて出版されたのは死後30年ほどした1618年のことであった。1675年に教皇クレメンス10世によって列福され、1726年にベネディクトゥス13世によって列聖された。
20世紀のエーディト・シュタインは晩年十字架のヨハネの研究に没頭したが、その著作の完成を見ずに強制収容所で殺害された。サルバドール・ダリは十字架のヨハネの手によるといわれる十字架の図に着想を得て『十字架の聖ヨハネのキリスト』という絵を残している。

## 思想
十字架のヨハネの思想は、『暗夜』の概念に集約されている。
『暗夜』とは、「神との一致に至るまでの過程」と定義されている。
この『暗夜』は、「暗き夜に　炎と燃える　愛の心のたえがたく」　に、はじまる、8編の詩の形式で表現され、彼の代表作である、『暗夜』と『カルメル山登攀』によって解説されている。
この詩は、「信仰の暗夜を通って、神との一致に向かう魂が、赤裸と浄化の中に見出した『さいわいなさだめ』をうたう」ものである。
十字架のヨハネの全著作は、1906年デヴィッド・ルイスにより、また1953年E.A.ピアズによって英訳され、キリスト教信仰者以外の人々の心にも訴えた。　

## 主な著作
- 『暗夜』
- 『カルメル山登攀』
  - 奥村一郎訳（ドン・ボスコ社、1969年、改訂版2012年／ちくま学芸文庫、2025年、鶴岡賀雄解説）
- 『霊の賛歌』
- 『愛の生ける炎』
- 『詩集』
- 『小品集』
- 『光と愛について』